# Bosnien och Hercegovina i olympiska vinterspelen 2022
Bosnien och Hercegovina deltog i de olympiska vinterspelen 2022 i Peking i Kina mellan den 4 och 20 februari 2022.
Bosnien och Hercegovinas lag bestod av sex idrottare (tre män och tre kvinnor) som tävlade i tre sporter. Elvedina Muzaferija och Mirza Nikolajev var landets fanbärare under öppningsceremonin. Vid avslutningsceremonin var den alpina skidåkaren Strahinja Erić landets fanbärare.

## Alpin skidåkning
| Idrottare           | Gren                 | Åk 1    | Åk 1      | Åk 2             | Åk 2             | Totalt           | Totalt           |
| Idrottare           | Gren                 | Tid     | Placering | Tid              | Placering        | Tid              | Placering        |
| ------------------- | -------------------- | ------- | --------- | ---------------- | ---------------- | ---------------- | ---------------- |
| Emir Lokmić         | Herrarnas storslalom | 1.08,00 | 29        | DNF              | DNF              | DNF              | DNF              |
| Emir Lokmić         | Herrarnas slalom     | 58,86   | 35        | 53,94            | 27               | 1.52,80          | 27               |
| Esma Alić           | Damernas storslalom  | DSQ     | DSQ       | Gick inte vidare | Gick inte vidare | Gick inte vidare | Gick inte vidare |
| Esma Alić           | Damernas slalom      | 1.01,72 | 50        | 1.02,93          | 45               | 2.04,65          | 45               |
| Elvedina Muzaferija | Damernas kombination | 1.35,89 | 20        | DNF              | DNF              | DNF              | DNF              |
| Elvedina Muzaferija | Damernas störtlopp   | —       | —         | —                | —                | DNF              | DNF              |
| Elvedina Muzaferija | Damernas super-G     | —       | —         | —                | —                | 1.15,79          | 25               |

## Längdskidåkning
Distans
| Idrottare      | Gren                          | Tid       | Diff.    | Placering |
| -------------- | ----------------------------- | --------- | -------- | --------- |
| Strahinja Erić | Herrarnas 15 km klassisk stil | 48.38,3   | +10.43,5 | 87        |
| Strahinja Erić | Herrarnas 50 km fristil       | 1:21.07,6 | +9.34,9  | 52        |
| Sanja Kusmuk   | Damernas 30 km fristil        | DNS       | DNS      | DNS       |

Sprint
| Idrottare      | Gren             | Kval    | Kval      | Kvartsfinal      | Kvartsfinal      | Semifinal        | Semifinal        | Final            | Final            | Final |
| Idrottare      | Gren             | Tid     | Placering | Tid              | Placering        | Tid              | Placering        | Tid              | Placering        |       |
| -------------- | ---------------- | ------- | --------- | ---------------- | ---------------- | ---------------- | ---------------- | ---------------- | ---------------- | ----- |
| Strahinja Erić | Herrarnas sprint | 3.03,05 | 59        | Gick inte vidare | Gick inte vidare | Gick inte vidare | Gick inte vidare | Gick inte vidare | Gick inte vidare |       |
| Sanja Kusmuk   | Damernas sprint  | 4.27,99 | 90        | Gick inte vidare | Gick inte vidare | Gick inte vidare | Gick inte vidare | Gick inte vidare | Gick inte vidare |       |

## Rodel
| Idrottare       | Gren             | Åk 1     | Åk 1      | Åk 2     | Åk 2      | Åk 3     | Åk 3      | Åk 4             | Åk 4             | Totalt   | Totalt    |
| Idrottare       | Gren             | Tid      | Placering | Tid      | Placering | Tid      | Placering | Tid              | Placering        | Tid      | Placering |
| --------------- | ---------------- | -------- | --------- | -------- | --------- | -------- | --------- | ---------------- | ---------------- | -------- | --------- |
| Mirza Nikolajev | Herrarnas singel | 1.01,667 | 33        | 1.02,507 | 34        | 1.01,175 | 33        | Gick inte vidare | Gick inte vidare | 3.05,349 | 34        |